# Rolf Kiy
Rolf Kiy (* 26. Dezember 1916 in Halle/Saale; † 1989 ebenda) war ein deutscher Karikaturist, Grafiker und Maler.

## Leben und Werk
Über die Ausbildung und Tätigkeit Kiys bis 1945 wurden keine Informationen gefunden. Er nahm als Soldat der Wehrmacht am Zweiten Weltkrieg teil. Danach arbeitete er freiberuflich in Halle als Maler und Grafiker und erlangte vor allem als politischer Karikaturist Bedeutung. Bei seinen Karikaturen knüpfte er an die Darstellungsweise der proletarischen Karikatur der Weimarer Zeit an.
Seit etwa 1949 war er ständiger Mitarbeiter der Tageszeitung Freiheit, Halle. 1979 veröffentlichte er im Selbstverlag die Mappe Rolf Kiy. Karikatur im Klassenkampf mit 40 Kunstdrucken nach Arbeiten, die die Zeitung publiziert hatte.
Für das Mansfeld-Kombinat schuf Kiy als Auftragswerke u. a. Tafelbilder und war er 1975 mit weiteren Künstlern, u. a. Karl Erich Müller, an einer repräsentativen Grafikmappe beteiligt. Im Februar und März 1974 unternahm er mit  Müller im Auftrag des Kombinats eine Studienreise nach Kriwoj Rog.
Für den Mitteldeutschen Verlag und den Kreuz-Verlag in Halle entwarf Kiy Buchillustrationen, -umschläge und -ausstattungen.
Kiy war u. a. Mitglied der SED und des Verbands Bildender Künstler der DDR.

## Ehrungen
- 1971: Händel-Preis
- 1986: Vaterländischer Verdienstorden in Gold
- 1987: Hans-Grundig-Medaille

## Werke (Auswahl)

### Tafelbilder
- Nationalpreisträger Max Holländer (Öl, um 1953)[1][2]
- Bildnis Otto Schlag (1968, Öl, 90 × 70 cm)[3]
- Fritz Woit (Öl, 1970)[4]
- Diskuswerfer Lothar Milde (1970, Öl)

### Zeichnungen
- Die Klassiker des Marxismus-Leninismus (Zyklus)[5]
- Die Führer der deutschen Arbeiterklasse (Zyklus)[5]

### Druckgrafik
- Clara Zetkin (um 1962, Zyklus)
- Rettet Siqueiros (um 1962, Lithografie)[6]
- Oberländer (politische Karikatur, 1962, Lithografie)[7]
- … ein freier Staat der freien Welt (politische Karikatur, 1962, Lithografie)[8]
- Die kleinen und die großen Schritte (politische Karikatur, 1967, Lithografie)[9]
- BMSR-Mechanikerin (1975, Lithografie, 54 × 39,5 cm)[10]
- Schichtwechsel (1975, Lithografie, 54 × 38 cm)[11]

### Buchillustrationen und Buchgestaltung
- Kurt Aland u. a. (Red.): 450 Jahre Martin-Luther-Universität Halle-Wittenberg. Kreuz-Verlag, Halle/Saale, 1952 (3 Bände)
- Karl-Heinz Tuschel: Da sagte Kalle … Gedichte. 1960, Mitteldeutscher Verlag Halle/Saale
- Otto Gotsche: Beiträge zur Geschichte der Arbeiterjugendbewegung. Halle, 1975; Hrsg.: Kommission zur Erforschung der Geschichte der örtlichen Arbeiterbewegung bei der Bezirksleitung Halle der SED

## Ausstellungen (unvollständig)

### Einzelausstellungen
- 1966: Bernburg, Schloss (Ölgemälde, Aquarelle, Lithos und Zeichnungen)
- 1987: Halle/Saale, Galerie Marktschlösschen (Malerei, Grafik, Karikatur)

### Ausstellungsbeteiligungen
- 1953: Berlin, Pergamonmuseum („Junge Grafik“)
- 1962 bis 1979: Halle/Saale, sieben Bezirkskunstausstellungen
- 1962/1963 und 1972/1973: Dresden, Fünfte Deutsche Kunstausstellung und VII. Kunstausstellung der DDR
- 1965: Berlin, Intergrafik
- 1969 und 1977: Leipzig, Messehaus am Markt („Kunst und Sport“)
- 1970: Berlin, Altes Museum („Im Geiste Lenins“)
- 1971: Berlin, Altes Museum („Das Antlitz der Arbeiterklasse in der bildenden Kunst der DDR“)
- 1982: Berlin, Märkisches Museum („100 Jahre Kabarett“)
- 1986: Gotha, Schlossmuseum („Das Urteil des Paris in der bildenden Kunst der DDR“)
- 1986: Greiz, Sommerpalais der Staatlichen Museen (4. Karikaturenbiennale der DDR mit „Satiricum“)